# I sogni nel cassetto (film)
I sogni nel cassetto è un film del 1957 diretto da Renato Castellani, tratto dal romanzo omonimo di Adriana Chiaromonte, sceneggiatrice del film.
Fu distribuito nelle sale il 27 settembre del 1957.

## Trama

Lucia e Mario

Mario e Lucia, due giovani studenti dell'università di Pavia, s'innamorano. Il padre di Lucia decide che la ragazza interrompa gli studi e ritorni al paese in attesa del matrimonio, da celebrare dopo la laurea di Mario. I due giovani decidono perciò di sposarsi. La loro felicità sarà di breve durata: Lucia morirà nel dare alla luce una bambina.

## Critica
Il film fu iniziato a girare nel 1955 e uscirà due anni dopo. All'uscita del film, Giuseppe Marotta affermava che I sogni nel cassetto erano «di gran lunga il migliore film di Castellani», mentre Guido Aristarco dava un giudizio positivo non tanto per il soggetto, quanto «per la perizia tecnica, la cura estrema e lunga (quasi due anni di lavoro) con le quali il regista ha atteso al film. Sembra quasi che Castellani si affidi a questa perizia tecnica, ai suoi modi che non si fanno stile, o non stile comunque come in Antonioni, con la tenacità di chi ormai raggiunta la maturità non abbia da fare altro che il lavoro di rifinitura, di cesello». Mezzo secolo dopo, Pietro Cavallo afferma che dietro la trama banale si nasconde un film che testimonia in modo eclatante i cambiamenti della società italiana, in particolare la scoperta dei giovani come soggetto sociale. Sebbene Castellani fosse un precursore del neorealismo rosa, «tutto il film si rivela disseminato, fra un sorriso e l'altro, di presentimenti e simboli di morte».